# Coraebosoma indicum
Coraebosoma indicum – gatunek chrząszcza z rodziny bogatkowatych, podrodziny Agrilinae i plemienia Coraebini.

## Taksonomia
Gatunek ten został opisany w 1990 przez Charlesa L. Bellamy. Nazwa gatunkowa pochodzi od miejsca występowania.

## Opis
Spośród innych przedstawicieli rodzaju Coraebosoma chrząszcz ten wyróżnia się czarnym oskórkiem, spłaszczonym przednio-bocznym obszarem przedpiersia oraz czarnymi szczecinkami pokrywającymi całą górną powierzchnię ciała, z wyjątkiem łatek szczecinek złotych.

## Występowanie
Gatunek ten jest jedynym przedstawicielem rodzaju znanym z Indii.